# Chignecto Bay
Chignecto Bay – zatoka (ang. bay) w kanadyjskich prowincjach Nowa Szkocja (hrabstwo Cumberland) i Nowy Brunszwik; nazwa urzędowo zatwierdzona 4 lipca 1942 (Nowa Szkocja) i 2 listopada 1950 (Nowy Brunszwik).